# Cantonul Maizières-lès-Metz
Cantonul Maizières-lès-Metz este un canton din arondismentul Metz-Campagne, departamentul Moselle, regiunea Lorena, Franța.

## Comune
| Comune             | Populație (1999) | Cod poștal | Cod INSEE |
| ------------------ | ---------------- | ---------- | --------- |
| Hagondange         | 9 384            | 57300      | 57283     |
| Hauconcourt        | 540              | 57280      | 57303     |
| Maizières-lès-Metz | 10 774           | 57280      | 57433     |
| Semécourt          | 886              | 57280      | 57645     |
| Talange            | 7 508            | 57525      | 57663     |